# مکورتاین (اکلاهما)
مکورتاین(به انگلیسی: McCurtain) شهری در ایالت اکلاهما کشور ایالات متحده آمریکا است که جمعیت آن در سرشماری سال ۲۰۱۰ میلادی، ۵۱۶ نفر بوده‌است.